# Mr. Nobody (manga)
Pour les articles homonymes, voir Mr. Nobody (homonymie).
Mr. Nobody est un seinen manga de Gō Tanabe, prépublié dans le magazine Monthly Comic Ryū puis publié par l'éditeur Tokuma Shoten en trois volumes reliés sortis entre août 2012 et janvier 2014. La version française a été éditée par Bamboo Édition dans la collection Doki-Doki en trois tomes sortis entre mai 2014 et septembre 2014. 

## Personnages
Susumu Kaiwai
Nastasia

## Liste des volumes
| no | Japonais        | Japonais          | Français          | Français          |
| no | Date de sortie  | ISBN              | Date de sortie    | ISBN              |
| -- | --------------- | ----------------- | ----------------- | ----------------- |
| 1  | 10 août 2012    | 978-4-19-950303-0 | 14 mai 2014       | 978-2-81893-101-1 |
| 2  | 12 janvier 2013 | 978-4-19-950321-4 | 4 juin 2014       | 978-2-81893-117-2 |
| 3  | 11 janvier 2014 | 978-4-19-950373-3 | 10 septembre 2014 | 978-2-81893-169-1 |

### Édition japonaise
Tokuma Shoten
1. 1 2  (ja) « Tome 1 ».
2. 1 2  (ja) « Tome 2 ».
3. 1 2  (ja) « Tome 3 ».

### Édition française
Doki-Doki
1. 1 2  (fr) « Tome 1 ».
2. 1 2  (fr) « Tome 2 ».
3. 1 2  (fr) « Tome 3 ».